# Song Jung-hyun
Song Jung-hyun ((송정현?, 宋町賢?); Daegu, 28 maggio 1976) è un ex calciatore sudcoreano, di ruolo centrocampista.